# 加比爾·薜維迪尼
加比爾·羅拔圖·薜維迪尼·莫雷拉（葡萄牙語：Gabriel Roberto Cividini Moreira；1994年11月4日－），生於巴西聖保羅，巴西足球運動員，司職後衛。現時效力香港超級聯賽球會大埔。

## 球會生涯
大埔重返港超迎接2022—23年賽季，宣佈簽入巴西後衛加比爾。2022年8月27日，在旺角大球場迎戰東方龍獅的港超聯中首次上陣。在2022—23年賽季，加比爾為大埔上陣17場聯賽攻入1球，優異場上表現令他獲選香港足球明星選舉明星十一人。

## 榮譽
個人
- 香港足球明星選舉 明星十一人 （2022–23、2023–2024、2024–25季度）

## 外部連結
- Soccerway資料庫：加比爾·薜維迪尼